# オイングス・マク・ニシェ
オイングス・マク・ニシェ（アイルランド語: Oengus Mac Nisse、単にマク・ニシェとも、? - 514年）、あるいはマカニシウス（ラテン語: Macanisius）はアイルランドの聖人。
連合王国ウラズの従属トゥアスであるダール・サリニ（Dál Sailni）出身。
コナー教会の創建者であり、その第一の守護聖人。